# Raufutter verzehrende Großvieheinheit
Die Raufutter verzehrende Großvieheinheit, auch: raufutterverzehrende Großvieheinheit, (RGV oder RGVE) ist eine Größeneinheit, die in der Land- und Forstwirtschaft und allgemein für ökologische Berechnungen verwendet wird. Sie ermöglicht es, Tiere verschiedener Arten und Altersklassen zusammenzurechnen. Unter Raufutter werden dabei rohfaserreiche Futtermittel verstanden.

## Begriff und Anwendung

### Begriffserklärungen

#### Großvieheinheit
Die Raufutter verzehrende Großvieheinheit wird von dem allgemeineren Begriff „Großvieheinheit“ (GV oder GVE, siehe Viehbesatz) abgeleitet. Eine Großvieheinheit entspricht einem Lebendgewicht von 500 Kilogramm (in der Landwirtschaft: bei ganzjährigem Aufenthalt der Tiere im Betrieb.)
Beispiel Kuh: Eine Holsteiner Milchkuh wiegt etwa 750 Kilogramm. Bezogen auf 500 Kilogramm entspricht das also 1,5 GV.
Um die Tiere nicht ständig wiegen zu müssen, geht man bei der Berechnung ihres Gewichts von Erfahrungswerten für die einzelnen Arten, Rassen und Altersklassen aus.

#### Raufutter verzehrende Großvieheinheit
Großvieheinheiten werden danach unterschieden, ob und in welchen Anteilen die betreffenden Tiere Raufutter fressen. Unter Raufutter versteht man im weiteren Sinne alles pflanzliche Futter, das relativ rohfaserreich und energiearm ist, z. B. Gras, Heu und Stroh. Kein Raufutter sind zum Beispiel die energiereichen Früchte der Pflanzen: Getreidekörner, Obst, Hülsenfrüchte u. a.
Die Tiere, die überhaupt Raufutter fressen (alle Wiederkäuer, Pferde und einige andere), unterscheiden sich wiederum darin, welchen Anteil das Raufutter insgesamt in ihrer Nahrung einnimmt. So weiden Rinder fast nur Raufutter, während Rehe überwiegend energiedichtere Pflanzenarten und -teile auswählen. Eine Mittelstellung nehmen Rothirsche oder Pferde ein.
Aus diesem unterschiedlichen Ernährungsverhalten ergibt sich die Differenzierung der Großvieheinheiten in Raufutter verzehrende Großvieheinheiten. Dazu wird die Großvieheinheit mit einem Umrechnungsfaktor für die jeweilige Tierart und Altersklasse multipliziert.
Beispiel Milchkuh: Eine Milchkuh entspricht 1,5 GV. Der Umrechnungsfaktor für erwachsene Rinder ist 1. Also entspricht eine Milchkuh auch 1,5 RGV.
Beispiel Schaf: Ein Schaf entspricht 0,1 GV. Als Umrechnungsfaktor kann (!) man 0,7 anwenden. Daraus ergibt sich ein Wert von 0,07 RGV.
Beispiel Lamm: Ein Lamm im ersten Monat entspricht 0,04 GV. Da das Lamm kein Raufutter frisst, sondern Milch trinkt, ist der Umrechnungsfaktor 0. Ein Lamm entspricht also 0 RGV.

#### Wortfeld
Bedeutungsgleich zur terminologisch etablierten Raufutter verzehrenden Großvieheinheit werden auch die Formen Raufutter fressende Großvieheinheit und Raufutter-Großvieheinheit verwendet. Speziell bei Rindvieh spricht man auch von Rinder-Großvieheinheit (RiGV, RiGVE), bei Dam- und Rotwild in Gattern von Produktionseinheit Damwild (PED) und Produktionseinheit Rotwild (PER).
Der Begriff findet sich auch in anderen Sprachen, z. B: unité de gros bétail-fourrages grossiers (UGBFG), grazing livestock unit (GLU), grazing livestock equivalent (GLE) grazing animal equivalent (GAE) u. a.
In der DDR benutzte man für futterwirtschaftliche Berechnungen den Begriff grobfutterverzehrende Großvieheinheit (RGV [sic!]), der sich nicht von der Großvieheinheit ableitet, sondern von der futterbedarfsbezogenen Großvieheinheit (fGV).
In den Tropen und Subtropen gilt als Basiseinheit die tropical livestock unit (TLU), die sich auf ein Lebendgewicht von 250 kg bezieht. Vermutlich existiert also die Bezeichnung grazing tropical livestock unit.

### Beziehungen zwischen GV und RGV
Für verschiedene Zwecke und Ansprüche werden unterschiedliche Umrechnungsschlüssel zwischen Großvieheinheiten und Raufutter verzehrenden Großvieheinheiten benutzt. Zum Beispiel verwendet das Sächsische Staatsministerium für Umwelt und Landwirtschaft einen einfachen GV-Schlüssel, in dem die RGV lediglich als solche markiert sind, während das Ministerium für Landwirtschaft des Königreiches Bhutan einen verfeinerten Schlüssel anwendet, in dem der unterschiedliche Weidedruck der Tierarten beachtet wird: Rinder, Büffel und Maultiere werden darin mit dem Faktor 1 verrechnet, Yaks und Pferde mit 0,8, Esel mit 0,4, Schafe und Ziegen mit 0,16.
Ein in Deutschland verbreiteter Umrechnungsschlüssel zur Futterbedarfsermittlung geht von folgenden Faktoren aus: 1 GV Rind = 1,0 RGV, 1 GV Schaf, Ziege = 0,7 RGV, 1 GV Pferd = 0,5 RGV, 1 GV Zuchtschwein = 0,2 RGV, 1 GV sonstiges Schwein = 0,1 RGV.
Es ist auch üblich, Schweine überhaupt nicht in RGV zu messen, sondern in Schweine-Großvieheinheiten (SGV).

### Praktische Anwendung
Im Zuge der Verwissenschaftlichung und Ökonomisierung der Landwirtschaft wurde schon im 19. Jahrhundert mit Großvieheinheiten zu 500 kg (bzw. 1000 Pfund) gerechnet. Zudem wurden auch schon die Raufutterfresser gesondert betrachtet und ihre Haltung der Größe der Futterflächen angepasst.
Während jedoch in vergangenen Epochen immer eine Ertragssteigerung beabsichtigt war (mehr Futter und Vieh auf gleicher Fläche), werden heute, zumindest in Europa, auch Ziele der Extensivierung verfolgt und finanziell gefördert. Eine Kennzahl für die Intensität der Grünlandbewirtschaftung ist das Verhältnis der Raufutter verzehrenden Großvieheinheiten zu einem Hektar Hauptfutterfläche (HFF). Die Eckwerte für staatliche Fördermittel sind oft 0,3 RGV/ha HFF und 1,4 RGV/ha HFF. Der höhere Wert soll die extensive Grünlandwirtschaft von intensiveren Wirtschaftsformen abgrenzen. Der untere Wert ist auch außerhalb der Landwirtschaft von Bedeutung.
Nach verschiedenen ökologischen Theorien, z. B. der Megaherbivorenhypothese und dem Mosaik-Zyklus-Konzept, geht man davon aus, dass ein Besatz ab etwa 0,3 RGV/ha eine vollständige dichte Bewaldung verhindert. In der Forstwirtschaft wird also eine Wilddichte von unter 0,3 RGV/ha angestrebt, um die Verbiss-Schäden im Wald gering zu halten, und in der Landwirtschaft ein Viehbestand von mehr als 0,3 RGV/ha, damit die Wiesen und Weiden nicht verbuschen.

## Populäre Rezeption
Der Ausdruck Raufutter verzehrende Großvieheinheit (in der damaligen amtlichen Rechtschreibung rauhfutterverzehrende Großvieheinheit) erlangte außerhalb der Fachkommunikation Popularität als vermeintliches Beispiel für Amtsdeutsch und speziell für DDR-Deutsch. In Wahrheit war und ist der Ausdruck aber nur für die beschriebenen Berechnungen üblich und nicht als allgemeines Synonym etwa für Rind oder Kuh in Gebrauch.
Das Phänomen beschrieb der Philologe und einflussreiche Sprachkritiker Horst Dieter Schlosser im Vorwort seines Werkes Die deutsche Sprache in der DDR zwischen Stalinismus und Demokratie so:
„Ob es nun die rauhfutterverzehrende Großvieheinheit war, die in der DDR angeblich das alte deutsche Rindvieh verdrängt haben sollte, oder die Bezeichnung Erdmöbel, die an die Stelle von Sarg getreten wäre – die Sprache der DDR war für manche Journalisten ein beliebtes Thema, mit dem sie einer eigenen Nachprüfung kaum fähigen Leserschaft so gut wie alles bieten zu können glaubten.“
Weiterhin schreibt das Wörterbuch Sprache in der DDR von Birgit Wolf:
„rauhfutterverzehrende Großvieheinheit
Kurzf.: RVE Wortverbindung, die nichts weiter als ‚Kuh‘ bedeutete und die ein hervorragendes Beispiel für sprachliche Entgleisungen der DDR-Bürokratie abgab. Allerdings drang sie nie in die Allgemeinsprache ein, sondern fristete nur in offiziellen Statistiken ihr Dasein. Eine Großvieheinheit entsprach 5000 kg Lebendmasse, d. h. die Nutztiere wurden nicht zahlen-, sondern gewichtsmäßig erfaßt.“ (Auch in der DDR entsprach eine GV natürlich nicht 5000 kg, sondern 500 kg Lebendmasse.)
Franz Planatscher stellt den Ausdruck 1986 in Der Sprachdienst als Neologismus vor:
„[…] oder es können neue Zusammensetzungen sein, z. B. die ‚rauhfutterverzehrende Großvieheinheit‘ (EG-Deutsch). Wie schlicht, wie einfach ist dagegen unsere gute alte Kuh (nur drei Buchstaben!).“